# Église de l'Assomption de Metz-Robert
L'église de l'Assomption est une église située à Metz-Robert, en France.

## Localisation
L'église est située sur la commune de Metz-Robert, dans le département français de l'Aube.

## Historique
L'édifice est inscrit au titre des monuments historiques en 1926.